# Estação Gagarinskaia (metro de Novosibirsk)
Gagarinskaia (em russo:  Гагаринская) é uma das estações da linha Leninskaia (Linha 1) do Metro de Novosibirsk, na Rússia. Estação «Gagarinskaia» está localizada entre as estações «Krasnyi Prospekt» e «Zaieltsovskaia».